# Gud, välsigna dessa hjärtan
Gud, välsigna dessa hjärtan är en svensk psalm med tre verser skriven 1816 av Johan Olof Wallin. Musiken är en svensk melodi från 1697.
|  |
|  |

## Publicerad i
- Svenska Missionsförbundets sångbok (1951) nr 591, under rubriken "Hem och samhälle - Bröllopshögtid".[1]

### Fotnoter
1. 1 2   Sånger och psalmer musik och text : för enskilt och offentligt bruk. Stockholm: Missionsförb. 1951. Libris 3387612